# POV-Ray
POV-Ray или Persistence of Vision Raytracer — бесплатная программа трассировки лучей, доступная для множества компьютерных платформ. Первоначально основан на DKBTrace, написанном Дэвидом Керком Баком и Аароном А. Коллинзом. Также имело место влияние раннего трассировщика лучей Polyray, привнесённое его автором Александром Энзманном. С версии 3.7 является свободным ПО; до этого исходный код был доступен под несвободной лицензией.

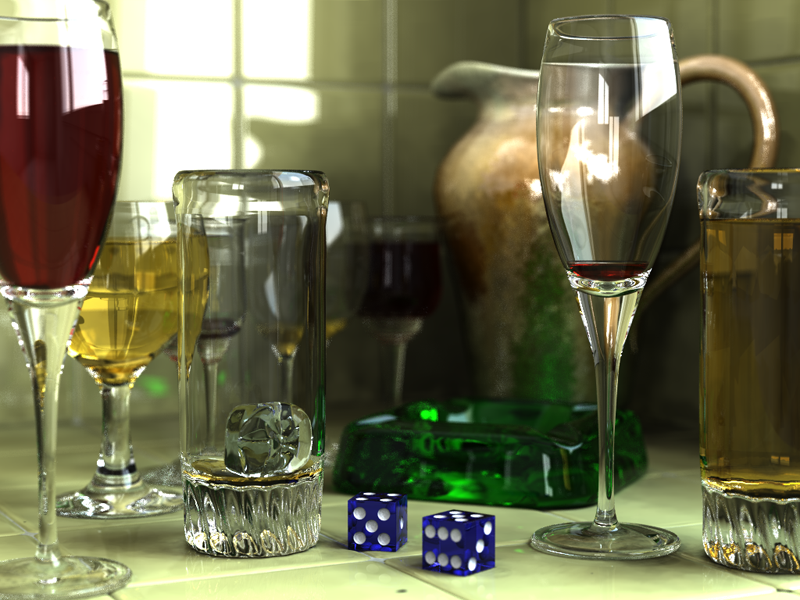
Сцена со стеклом, выполненная в POV-Ray, демонстрирует radiosity, фотоны, фокальную расплывчатость и другие фотореалистические возможности

## Возможности
POV-Ray был существенно развит с момента создания. Последние версии программы обладают следующими возможностями:
- Полный по Тьюрингу язык описания сцен (SDL — от англ. scene description language), который поддерживает макросы и циклы (см. страницу SCC3 для примера изображений, созданных в POV-Ray не более чем 256 байтами SDL, некоторые из них используют рекурсию и макросы для компактности кода)
- Библиотека готовых сцен, текстур и объектов.
- Поддержка множества геометрических примитивов и составных объёмных тел (CSG — от англ. constructive solid geometry).
- Несколько типов источников света.
- Атмосферные эффекты, такие как туман и сплошная среда (дым, облака).
- Отражение, преломление и каустика с использованием отображения фотонов.
- Шаблоны поверхности, такие как складки, выпуклости и волны, для использования в процедурных текстурах и отображении выпуклостей.
- Radiosity.
- Поддержка разных форматов изображений для текстур и выходных файлов, включая TGA, PNG, JPEG.
- Обширное руководство пользователя.

Одно из главных преимуществ POV-Ray — это поддержка третьими сторонами. В сети можно найти большое количество инструментов, текстур, моделей, сцен и руководств. Также POV-Ray — полезный справочник для тех, кто хочет изучить, как работает трассировка лучей и связанные с ней геометрические и графические алгоритмы.

## Платформы
Разработчиками POV-Ray распространяется в виде исходных текстов. Кроме того, существуют официальные сборки версии 3.7 для Windows, а 3.6 — для Windows, Linux и Macintosh PowerPC (на Intel запускается через эмулятор PowerPC). Скомпилированная версия для Solaris/OpenSolaris доступна на сайте Blastwave.org.